# Уитвер, Сэм
Сэм Уи́твер (англ. Sam Witwer; род. 20 октября 1977, Гленвью, Иллинойс) — американский актёр кино и телевидения, а также музыкант. Наибольшую известность получил после исполнения роли Дэвиса Блума в телесериале «Тайны Смолвиля» и вампира Эйдана Уайта в телесериале «Быть человеком». Геймерской аудитории известен по роли Галена Марека (Старкиллера), которому актёр дал не только свой голос, но и свою внешность, в игре «Star Wars: The Force Unleashed» и её сиквеле. В основном известен многочисленными эпизодическими ролями в телесериалах.

## Биография
Родился 20 октября 1977 года, вырос в Глинвиеве, пригороде Чикаго, штат Иллинойс. Ходил в школу Glenbrook South High, где активно участвовал в различных театральных постановках. Склонность к актёрству также сопровождалась его любовью к музыке — юноша был солистом группы «Love Plumber».
В детстве ему с семьёй удалось побывать в студии Paramount Pictures, где он разговаривал с актёром Уили Уитоном, который играл Уэсли Крашера в «Звёздный путь: Следующее поколение». Тот опыт вдохновил Уитвера стать актёром.
После ухода из Джульярдской школы Нью-Йорка перебрался в Калифорнию, решив осваивать актёрскую профессию.
В данный момент[когда?] проживает в Северном Голливуде, штат Калифорния, США.

## Карьера

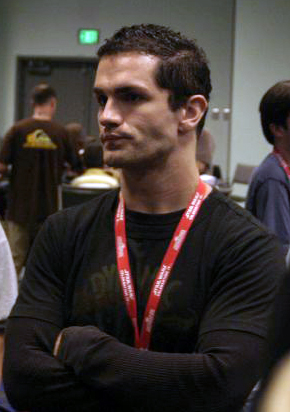
Уитвер на Star Wars Celebration в 2007 году.

### Актёрская карьера
Первое появление на телевидении произошло в рекламе баскетбольного клуба «Chicago Bulls». Вскоре Уитвер снялся в популярной медицинской драме «Скорая помощь».
Является большим поклонником культовых фантастических серий «Стар Трека» и «Звездных войн».
С детства очень любящий научную фантастику, Уитвер был рад работать, даже в эпизодической роли в культовом сериале «Звёздный путь: Энтерпрайз». Также участвовал в сцене борьбы с Джессикой Альбой в «Тёмном ангеле» в роли вампироподобного существа — это была первая поездка актёра в Ванкувер. В 2004 году получил более значимую второстепенную роль лейтенанта Алекса «Крэшдауна» Куартараро в фантастическом телесериале «Звёздный крейсер „Галактика“», съёмки которого также проходили в Канаде. Несмотря на то, что телесериал очень нравился актёру, во втором сезоне его персонажу было уделено так мало экранного времени, что он обратился к создателям сериала с просьбой убить Крэшдауна, чтобы он смог покинуть проект.
Сыграл роль Нила Перри в трёх эпизодах сериала телеканала Showtime «Декстер» в 2006 году. В 2007 году исполнил одну из ролей в триллере «Мгла» по роману Стивена Кинга: роль молодого солдата Уэйна Джессупа была специально написана для него режиссёром Фрэнком Дарабонтом. Офицер Каселла, которого играет Уитвер во втором сезоне детективного телесериала «C.S.I.: Место преступления», появляется в двух эпизодах.
В 2008 году сыграл роль главного антагониста восьмого сезона телесериала «Тайны Смолвиля» — Дэвиса Блума, скромного парамедика, который по совместительству яростное существо разрушитель с Криптона именуемый как Думсдэй. Также озвучил генерала Зода в предпоследнем эпизоде восьмого сезона.
В 2010 году исполнил роль одного из солдат-зомби, находящихся в танке, в эпизоде «Дни, изменившие мир» телесериала «Ходячие мертвецы».
С 2011 по 2014 год играл главную мужскую роль вампира Эйдана Уайта в телесериале «Быть человеком», ремейке одноимённого британского сериала.
В 2016 году сыграл роль Мистера Хайда в нескольких сериях пятого и шестого сезона фантастического сериала «Однажды в сказке».

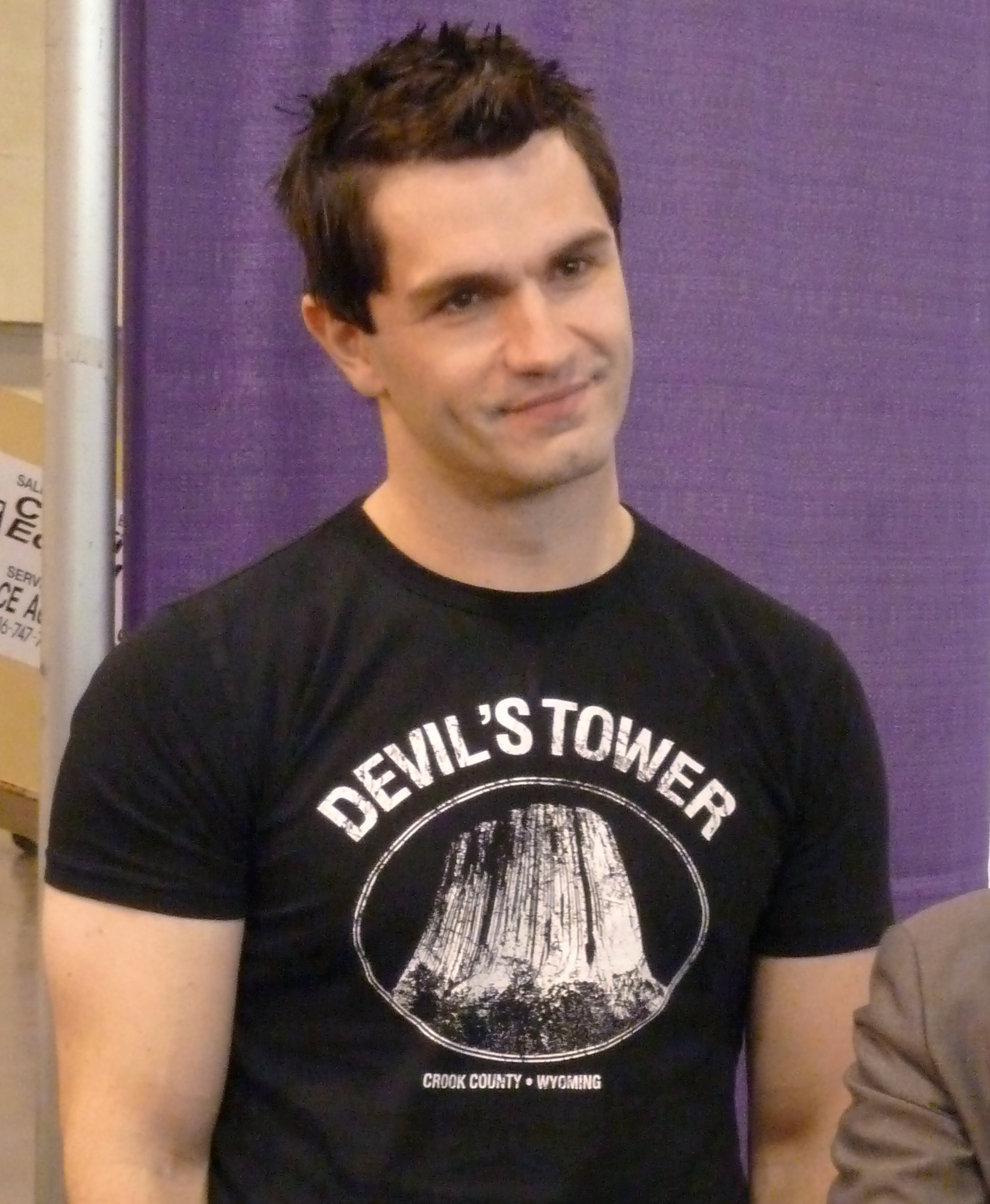
Уитвер на Wizard World Toronto в 2012 году.

### «Звёздные войны»
Является большим фанатом фантастики, в частности Звездных войн.
Появился в роли Галена Марека (кодовое имя Старкиллер) в игре «Star Wars: The Force Unleashed». Гален Марек получил голос и внешность Уитвера; актёр получил множество позитивных отзывов за свой вклад в игру. В роли Старкиллера Уитвер появляется в сиквеле «The Force Unleashed» и в англоязычной версии файтинга «Soulcalibur IV» как приглашённый персонаж.
В анимационном сериале «Звёздные войны: Войны клонов» озвучил следующих персонажей: Бывший владыка ситхов Мол (финальные эпизоды четвёртого сезона) и «Сын» (третий сезон). Продолжил озвучивать Мола в пятом сезоне мультсериала.

### Музыка
У Уитвера также есть группа под названием «The Crashtones». Первоначально группа должна была называться «Crashdown», но актёр решил не использовать имя своего персонажа из «Звездного крейсера „Галактика“». Свой первый диск под названием «Colorful of the Stereo» группа выпустила в феврале 2006 года. В реальности в записи альбома участвовал один Уитвер, выступив не только как солист, но и как исполнитель на большинстве музыкальных инструментов. На обложке альбома можно увидеть Уитвера и четырёх остальных «участников группы», которых тоже изображает актёр, одетый в разную одежду.

## Фильмография
| Год       |     | Русское название                          | Оригинальное название                  | Роль                                       |
| --------- | --- | ----------------------------------------- | -------------------------------------- | ------------------------------------------ |
| 2001      | с   | Скорая помощь                             | ER                                     | Томми                                      |
| 2001—2003 | с   | Военно-юридическая служба                 | JAG                                    | Бизли / оператор сонара                    |
| 2001      | с   | Арлисс                                    | Arliss                                 | скорбящий                                  |
| 2002      | с   | Тёмный ангел                              | Dark Angel                             | Марроу                                     |
| 2002      | с   | Шпионки                                   | She Spies                              | Джейсон                                    |
| 2003      | с   | Ангел                                     | Angel                                  | Джон Столер                                |
| 2003      | с   |                                           | The Lyon’s Den                         | Брайс Шеро / Чак Портер                    |
| 2003      | с   | Звёздный путь: Энтерпрайз                 | Star Trek: Enterprise                  | слот №3                                    |
| 2004      | с   | Детектив Раш                              | Cold Case                              | Джеймс Крейтон                             |
| 2004      | с   | Морская полиция: Спецотдел                | NCIS                                   | штабс-сержант Рафаэль                      |
| 2004      | с   | Звездный путь: Новые приключения          | Star Trek: New Voyages                 | голос Стража                               |
| 2004—2005 | с   | Звёздный крейсер «Галактика»              | Battlestar Galactica                   | лейтенант Алекс Куартараро                 |
| 2006      | с   | Декстер                                   | Dexter                                 | Нил Перри                                  |
| 2006      | с   | Кости                                     | Bones                                  | Митчелл Даунс                              |
| 2006      | ф   | Адреналин                                 | Crank                                  | бандит #1                                  |
| 2007      | ф   | Мгла                                      | Mist                                   | рядовой Джессап                            |
| 2007      | с   | В Филадельфии всегда солнечно             | It’s Always Sunny in Philadelphia      | мускулистый парень в магазине              |
| 2007      | с   | Акула                                     | Shark                                  | Ричард Ли Франко                           |
| 2007—2008 | с   | C.S.I.: Место преступления                | CSI: Crime Scene Investigation         | офицер Каселла                             |
| 2008      | ки  | Star Wars: The Force Unleashed            | Star Wars: The Force Unleashed         | Старкиллер, Император Палпатин             |
| 2008      | ки  | Soulcalibur IV                            | Soulcalibur IV                         | Старкиллер (англ. версия)                  |
| 2008      | ф   | Патология                                 | Pathology                              | парень на вечеринке                        |
| 2008—2009 | с   | Тайны Смолвиля                            | Smallville                             | Дэвис Блум                                 |
| 2009      | ф   | Геймер                                    | Gamer                                  | соцработник                                |
| 2010      | ки  | Star Wars: The Force Unleashed II         | Star Wars: The Force Unleashed II      | Старкиллер, Император Палпатин             |
| 2010      | кор |                                           | The United Monster Talent Agency       | Дракула                                    |
| 2010      | с   | Ходячие мертвецы                          | The Walking Dead                       | солдат-зомби в танке                       |
| 2011—2014 | с   | Быть человеком                            | Being Human                            | Эйдан Уайт                                 |
| 2011—2020 | мс  | Звёздные войны: Войны клонов              | Star Wars: The Clone Wars              | Дарт Мол, «Сын»                            |
| 2011      | ф   | Возвращение Джо Рича                      | The Return of Joe Rich                 | Джо Нейдерман                              |
| 2012      | ки  |                                           | Kinect Star Wars                       | Император Палпатин                         |
| 2012      | мф  | ЛЕГО Звёздные войны: Империя наносит удар | Lego Star Wars: The Empire Strikes Out | Дарт Мол, Император Палпатин               |
| 2013      | ф   | Нет бога, нет господ                      | No God, No Master                      | Эудженио Раварини                          |
| 2014      | мф  | Белка и Стрелка. Звёздные собаки          | Белка и Стрелка. Звёздные собаки       | Казбек (англ. дубляж)                      |
| 2014      | с   | Гримм                                     | Grimm                                  | Макс Роббинс                               |
| 2015—2018 | мс  | Звёздные войны: Повстанцы                 | Star Wars Rebels                       | Дарт Мол, дополнительные голоса            |
| 2015      | с   | Сталкер                                   | Stalker                                | Джейми Толливер                            |
| 2015      | с   | Роузвуд                                   | Rosewood                               | Хит Касабланка                             |
| 2015      | кор | Город монстров                            | Tales of Halloween                     | Хэнк                                       |
| 2015      | ки  |                                           | Disney Infinity 3.0                    | Дарт Мол, Император Палпатин               |
| 2015      | ки  | Star Wars: Battlefront                    | Star Wars Battlefront                  | Император Палпатин                         |
| 2015      | мф  | Лига Справедливости: Трон Атлантиды       | Justice League: Throne of Atlantis     | Орм                                        |
| 2015      | кор | Рестлинг не рестлинг                      | Wrestling Isn’t Wrestling              | Чайна                                      |
| 2015      | ф   | Звёздные войны: Пробуждение силы          | Star Wars: The Force Awakens           | пришелец, штурмовик, дополнительные голоса |
| 2016      | ф   | Изгой-один. Звёздные войны: Истории       | Rogue One                              | штурмовик, дополнительные голоса           |
| 2016      | ки  | Lego Star Wars: The Force Awakens         | Lego Star Wars: The Force Awakens      | Император Палпатин                         |
| 2016      | ф   | Офицер Доун                               | Officer Downe                          | Бернхэм                                    |
| 2016      | с   | Однажды в сказке                          | Once Upon a Time                       | Мистер Хайд                                |
| 2017      | с   | Электрические сны Филипа К. Дика          | Philip K. Dick’s Electric Dreams       | Крис                                       |
| 2017      | ки  | Star Wars: Battlefront II                 | Star Wars Battlefront II               | Дарт Мол, Император Палпатин               |
| 2017      | ф   | Звёздные войны: Последние джедаи          | Star Wars: The Last Jedi               | дополнительные голоса                      |
| 2018      | ф   | Хан Соло. Звёздные войны: Истории         | Solo: A Star Wars Story                | голос Дарта Мола (камео)                   |
| 2018—2020 | с   | Супергёрл                                 | Supergirl                              | Бен Локвуд / Агент Свободы                 |
| 2018—2020 | мс  | Звёздные войны: Сопротивление             | Star Wars Resistance                   | Хью Сион                                   |
| 2019      | ки  | Days Gone                                 | Days Gone                              | Дикон Сент-Джон                            |
| 2019—2020 | с   | Ривердейл                                 | Riverdale                              | Руперт Чиппинг                             |
| 2019      | ки  | Star Wars Jedi: Fallen Order              | Star Wars Jedi: Fallen Order           | Император Палпатин (камео)                 |
| 2019      | ф   | Звёздные войны: Скайуокер. Восход         | Star Wars: The Rise of Skywalker       | дополнительные голоса                      |
| 2020      | ки  | Star Wars: Squadrons                      | Star Wars: Squadrons                   | голоса на заднем плане                     |
| 2021      | ки  | Star Trek Online                          | Star Trek Online                       | Тенавик                                    |
| 2021      | мф  | ЛЕГО Звёздные войны: Ужасающие истории    | Lego Star Wars: Terrifying Tales       | Дарт Мол, Траджен                          |
| 2021—2022 | с   | Книга Бобы Фетта                          | The Book of Boba Fett                  | голос су-шеф-дроида                        |
| 2022      | мс  | Робоцып                                   | Robot Chicken                          | Борф, Джонатан                             |
| 2022      | ки  | Lego Star Wars: The Skywalker Saga        | Lego Star Wars: The Skywalker Saga     | Дарт Мол, Император Палпатин               |
| 2022      | ки  | The Callisto Protocol                     | The Callisto Protocol                  | капитан Леон Феррис                        |
| 2022      | с   | Андор                                     | Andor                                  | голос берегового штурмовика                |
| 2022      | с   | Мистический квест                         | Mythic Quest                           | отец Яна                                   |
| 2023      | ки  | Horizon Forbidden West: Burning Shores    | Horizon Forbidden West: Burning Shores | Уолтер Лондра                              |
| 2023      | ки  | Star Wars Jedi: Survivor                  | Star Wars Jedi: Survivor               | дополнительные голоса                      |